# Antimon
Antimon je kemijski element atomskog (rednog) broja 51 i atomske mase 121.760(1). U periodnom sustavu elemenata predstavlja ga simbol Sb.
Antimon su poznavali stari Egipćani (2500. – 2200. prije Krista). U srednjem vijeku kemičari su, uz antimon, poznavali arsen i bizmut. Antimon se kao i arsen, pojavljuje u sivoj metalnoj i žutoj nemetalnoj modifikaciji. Antimon je sivobijeli sjajan metal. Krt je, pa se može kovati i lijevati samo u slitinama s drugim metalima. Kristalna mu je rešetka kao i ona u metalnog arsena. Pare antimona sastoje se od molekula Sb4 i Sb2. Dodaje se olovu pri izradi rešetke za ploče akumulatora da bi bile tvrđe. Njegovi se spojevi upotrebljavaju za izradu boja, keramike i emajla te u industriji stakla i gume. Pri običnoj temperaturi je postojan na zraku, a zagrijavanjem iznad tališta, izgara plavkastobijelim plamenom u antimonov trioksid (Sb2O3).
Ime mu dolazi od grčkih riječi anti i monos što znači onaj koji ne dolazi sam. Simbol dolazi od latinskog naziva za antimonov sulfid - stibium. Žuti nemetalni antimon je nestabilna alotropska modifikacija koja lako prelazi u stabilni sivi metalni antimon. Sivi antimon ima svojstvo da mu se volumen pri taljenju smanjuje. Na zraku je stabilan ali ako se zagrije izgara. Lako se otapa u oksidirajućim kiselinama. Antimon i njegovi spojevi su toksični. Nadražuje na dodir.
Jedan od glavnih izvora ovog elementa u prirodi je mineral antimonit, a ovaj element nalazimo i u kemijskom sastavu minerala bornotita, te boulangerita.

## Povijest
Od davnina je poznato emetičko djelovanje antimonovih spojeva (emetici − sredstva za povraćanje, grč. ἐμετıϰός: koji izaziva povraćanje). Stari su Rimljani u čašu načinjenu od antimona, pocula emetica, stavljali vino. Ustajalo vino iz takve čaše izazivalo je povraćanje, a popularnost takvih čaša nastavila se i u srednjem vijeku. Prenosile su se s koljena i koljena i čuvale generacijama, a zabilježena je i njihova uporaba u samostanima. Redovnici koji su popili koju čašicu vina previše drugo su jutro bili kažnjavani ispijanjem ustajalog vina iz čaša od antimona.
„Ljekovita” svojstva antimona svoj su vrhunac dosegnula u 17. stoljeću, kada su pehari od antimona bili vrlo popularni. Ljekarnici su u to vrijeme pravili i „sriješ za bljuvanje”, tartarus emeticus, otapanjem antimonova oksida u vodenoj otopini sriješa, tj. vinskog kamenca (kalijev tartarat), kristaličnog taloga koji nastaje na stijenkama vinskih bačava. Kasnije je otkriveno da je riječ o antimonovoj soli vinske kiseline − antimonilovu kalijevom tartaratu kemijske formule {\displaystyle {\ce {K2Sb2(C4H2O6)2}}}.
Antimon je „zlatno doba” doživio u 18. stoljeću jer se tada smatrao lijekom za gotovo sve tegobe. Jedna je od njegovih najpoznatijih žrtava najvjerojatnije i čuveni skladatelj Wolfgang A. Mozart (1756. − 1791.) koji se nenadano razbolio ujesen 1791. godine. Svojoj je supruzi Constanzi 20. listopada iste godine rekao kako vjeruje da je otrovan. I možda je bio u pravu. Nije ga otrovao skladatelj i dirigent Antonio Salieri (1750. − 1825.) kojeg su suvremenici optužili da je iz zavisti otrovao Mozarta. (Muzikologe ta teorija o Mozartovoj smrti više ne privlači, ali je ostala zanimljiva poetskoj mašti. O toj je temi nastao i dojmljiv film Amadeus Miloša Formana iz 1984. godine.) Teoriju o Mozartovom trovanju predložio je 1991. godine Ian James iz London's Royal Free Hospitala. Njegovu smrt povezao je s antimonom, koji mu je dao njegov liječnik kako bi ga izliječio, a ne otrovao.